# インスリン様成長因子1
インスリン様成長因子1（インスリンようせいちょういんし1、英: Insulin-like growth factor 1、略称: IGF-1、IGF-I）は、インスリンに類似した分子構造を持つホルモンである。小児の成長に重要な役割を果たし、成人においても同化作用を有する。ソマトメジンC（somatomedin C）とも呼ばれる。
IGF-1はヒトではIGF1遺伝子にコードされるタンパク質である。IGF-1は70アミノ酸からなる1本鎖ポリペプチドで、分子内に3つのジスルフィド結合を有する。IGF-1の分子量は7649である。
IGF-1の合成アナログであるメカセルミンは、成長障害の子供の治療に利用されている。

## 体内での合成と循環
IGF-1は主に肝臓で内分泌ホルモンとして産生されるとともに、標的となる組織においても傍分泌または自己分泌が行われる。IGF-1の産生は成長ホルモンによって刺激され、栄養不良、成長ホルモンに対する非感受性、成長ホルモン受容体の欠損、またはSHP2やSTAT5Bなどの成長ホルモン受容体の下流シグナル伝達経路の機能不全などによって阻害される。IGF-1の約98%は、6種類のIGF結合タンパク質（IGFBP）のいずれかに常に結合している。その中で最も豊富なタンパク質であるIGFBP-3は、IGFの結合の80%を担っている。IGF-1とIGFBP-3は1:1の量比で結合する。IGFBP-1はインスリンによって調節されている。

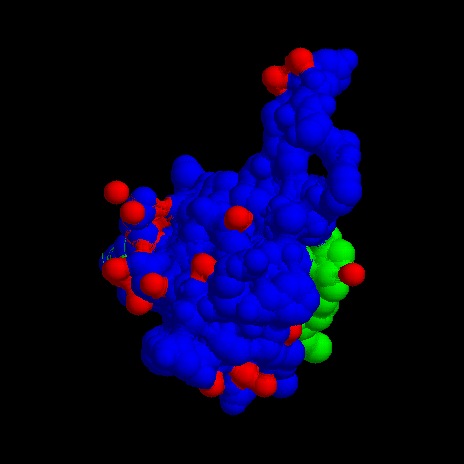
IGF-1の3Dモデル

タンパク質の摂取は、総カロリー消費とは無関係にIGF-1のレベルを上昇させる。体内循環する成長ホルモンやIGF-1のレベルを変動させる因子としては、インスリン、遺伝的組成、時間帯、年齢、性別、運動状況、ストレスレベル、栄養レベル、ボディマス指数（BMI）、疾患状況、民族、エストロゲンの状態、生体異物の摂取などがある。

## 作用機構
IGF-1は、成長ホルモンのシグナルを媒介する主要な因子である。成長ホルモンは脳下垂体前葉で作られ、血流に放出された後、肝臓でIGF-1の産生を刺激する。その後、IGF-1は全身の成長を刺激し、体中のほぼすべての細胞、特に骨格筋、軟骨、骨、肝臓、腎臓、神経、皮膚、造血系、肺の細胞に対して成長促進効果を発揮する。インスリンに類似した効果に加え、IGF-1は細胞のDNA合成の調節も行う。
IGF-1は、IGF-1受容体（IGF1R）とインスリン受容体の少なくとも2種類の受容体型チロシンキナーゼに結合する。IGF-1の作用を主に媒介するのは特異的受容体であるIGF1Rであり、IGF1Rはさまざまな組織、さまざまな細胞種で細胞表面に存在している。IGF1Rへの結合によって細胞内のシグナル伝達が開始される。IGF-1は、細胞の成長と増殖を刺激するAKTシグナル伝達経路を活性化する天然の因子の中で最も強力なものの1つであり、プログラム細胞死の強力な阻害因子でもある。

## 関連する成長因子
IGF-1はIGF-2と呼ばれるタンパク質と密接に関係している。IGF-2もIGF-1受容体に結合する。一方、IGF-2受容体（マンノース-6-リン酸受容体とも呼ばれる）に結合するのはIGF-2のみである。IGF-2受容体はシグナル伝達機能を喪失しており、IGF-1受容体に結合するIGF-2の量を減少させる「シンク」のようなの機能を持つ。「インスリン様成長因子1」という名称が示す通り、IGF-1は構造的にインスリンに類似しており、インスリンよりも親和性は低いもののインスリン受容体に結合する能力を有する。
Mechano-growth factor（MGF）と呼ばれるスプライスバリアントが存在する。

## 関係する障害

### ラロン症候群
IGF-1の産生またはIGF-1への応答ができない希少疾患では、各疾患に特有の成長不全がみられる。このような疾患の1つであるラロン症候群では、成長ホルモン受容体が欠損しているため、成長ホルモン療法による効果は全く見られない。アメリカ食品医薬品局（FDA）はこれらの疾患をsevere primary IGF deficiency（重症原発性IGF欠損症）と呼ばれる疾患へ分類している。通常これらの疾患の患者は、正常または高い成長ホルモンレベル、標準身長から-3SD以下の低身長、-3SD以下のIGF-1レベルという特徴を有する。
ラロン症候群の患者は、がんや糖尿病の発症率が極めて低い。

### 先端巨大症
先端巨大症は、脳下垂体前葉で過剰量の成長ホルモンが産生されることで発症する疾患である。成長ホルモンの産生の増加が引き起こされる障害には多くの種類があるが、最も一般的なのは成長ホルモン産生細胞に由来する下垂体腺腫によるものである。成長ホルモンレベルとIGF-1レベルの双方の上昇によって、解剖学的変化と代謝異常が引き起こされる。

## 治療薬としての利用
ラロン症候群の患者は、IGF-1単独、またはIGFBP-3との併用による治療が行われる。メカセルミン（商標名: Increlex）はIGF-1の合成アナログであり、成長障害の治療として承認されている。IGF-1は、酵母と大腸菌を利用した組換え発現による大規模な製造が行われている。

## 臨床試験

### 組換えタンパク質
1型糖尿病、2型糖尿病に対する組換えIGF-1投与の臨床試験が行われていたが、糖尿病網膜症の悪化のため打ち切られた。
熱傷や筋強直性ジストロフィーに対する臨床試験も行われている。
筋萎縮性側索硬化症に対して2つの臨床研究が行われており、一方では効果がみられたものの、もう一方の結果は曖昧であった。その後の研究では、IGF-1の有益性は見られなかった。

### IGF-1の発現を上昇させる低分子
IGF-1レベルを上昇させる治験薬イブタモレンの臨床試験では、アルツハイマー病のの症状の改善は見られなかった。

## 社会と文化

### 特許権問題
2006年12月、Insmed社から販売されていたIGF-1製剤（Iplex）が、同じくIGF-1製剤を販売しているTercica社の特許を侵害していることが判明した。Tercica社はIplexの販売の差し止めを求めてアメリカ合衆国地方裁判所に提訴した。特許権侵害訴訟と両社間のすべての訴訟の和解へ向けて、2007年3月Insmed社はIplexのアメリカ市場からの撤退に合意し、その結果Tecrica社のIncrelexは当時アメリカ合衆国内で販売されていた唯一のIGF-1製剤となった。

### サプリメント
シカの袋角（鹿茸）の抽出物を含むスプレー（Deer Antler Spray）にIGF-1が含有されている、という主張が多数の情報源でなされている。この主張は、シカの角が極めて急速に成長し、関連する細胞由来因子がヒトの骨の治癒を同様に補助することに基づいている。しかし、IGF-1はタンパク質であるため消化管で迅速に分解される。仮に分解を免れたとしても、その大きな分子量と高い親水性のため腸組織からは吸収されない。それにもかかわらず、鹿茸エキスを含むと主張するスプレーや錠剤は規制もなく自由に販売されている。
2013年9月、シカの角のスプレーや他の疑わしい製品を販売していることで知られていたSWATSの本部に対する捜査が行われ、アラバマ州のdeceptive trade practices act（詐欺的な取引行為を規制する法律）に対する多数の深刻かつ意図的な違反のため、アラバマ州司法長官から閉鎖を命じられた。
現在、IGF-1はさまざまなスポーツ団体によって使用が禁止されている。シカの角のスプレーはプリオン病とも関係している。

## 歴史的名称
1950年代には、IGF-1はin vitroで軟骨の硫酸化を促進したため「硫酸化因子」（sulfation factor）と呼ばれていた。1970年代には、インスリン抗体によって抑制されないインスリン様物質であることからNSILA（nonsuppressible insulin-like activity）と名付けられていた。